# Stigny
Stigny är en kommun i departementet Yonne i regionen Bourgogne-Franche-Comté i norra Frankrike. Kommunen ligger i kantonen Ancy-le-Franc som tillhör arrondissementet Avallon. År 2022 hade Stigny 88 invånare.

## Befolkningsutveckling
Antalet invånare i kommunen Stigny
| Referens: INSEE |